# Inegöl
Inegöl este un oraș din Turcia.